# Tipula (Vestiplex) platymera
Tipula (Vestiplex) platymera is een tweevleugelige uit de familie langpootmuggen (Tipulidae). De soort komt voor in het Nearctisch gebied.